# لنزكرافترز

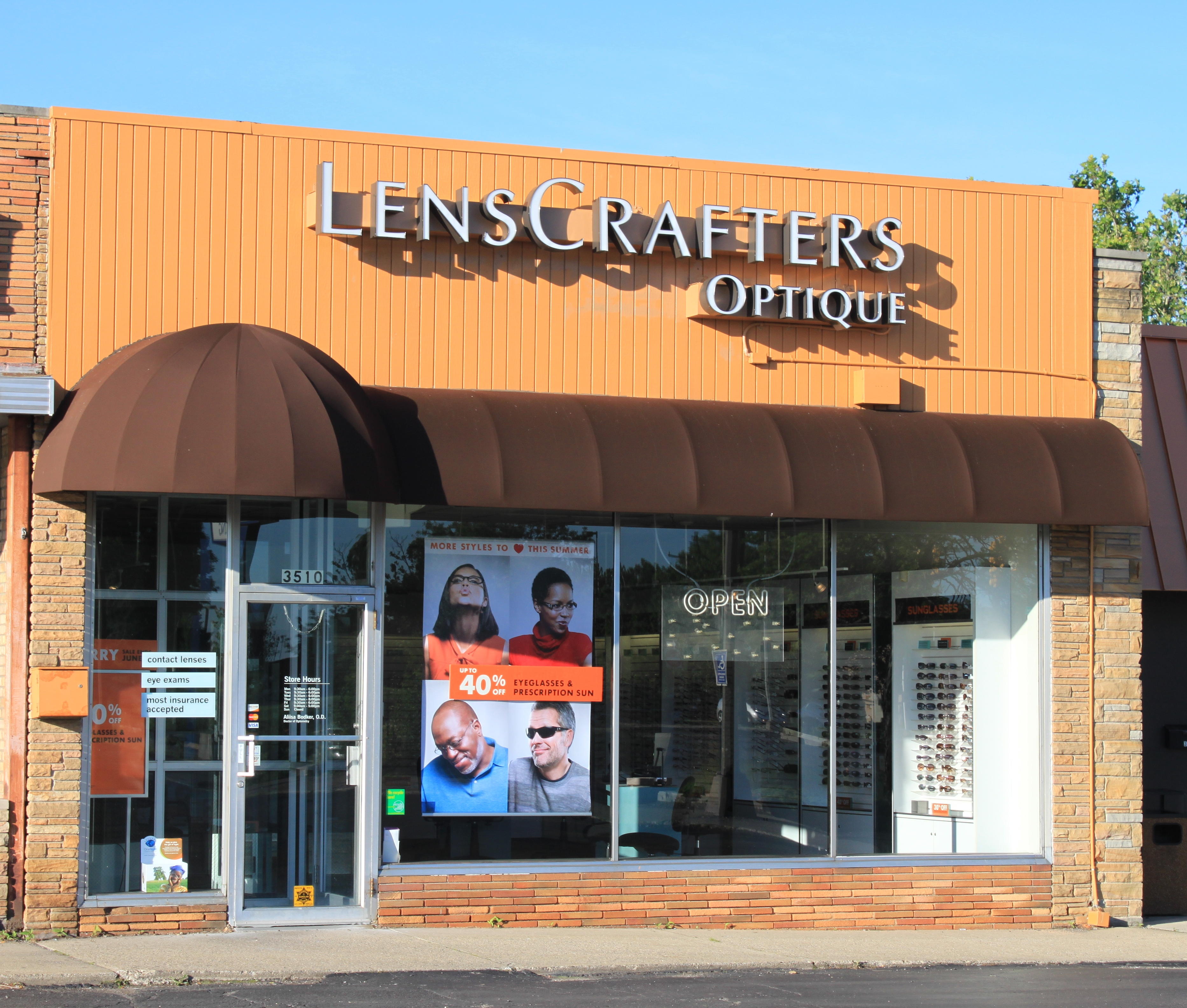
متجر بصريات لنزكرافترز، آن آربر

لنزكرافترز هي متاجر نظارات عالمية، تعتبر أوسع سلسلة بصريات في الولايات المتحدة، بما يقارب حوالي 90 متجر في كاليفورنيا وحدها. تأسست الشركة عام 1983 في الولايات المتحدة، و بعد ذلك توسعت لأكثر من 850  متجر في كندا، الولايات المتحدة، بورتوريكو و هونغ كونغ. تضم المتاجر غالبا أخصائيي نظارات مستقلين فيها أو مجاورة لها. تمتلك الشركة مقرات في مايسن، أوهايو، ضاحية في سينسيناتي. لنزكرافترز مملوكة بشكل كامل للشركة الإيطالية لوكسوتيكا، أكبر شركة نظارات في العالم.